# Cisereh (Cisata)
Cisereh is een bestuurslaag in het regentschap Pandeglang van de provincie Banten, Indonesië. Cisereh telt 1617 inwoners (volkstelling 2010).